# Emi Koussi
Emi Koussi (auch bekannt als Emi Koussou) ist ein hoher pyroklastischer Schildvulkan am südöstlichen Ende des Tibesti-Gebirges in der mittleren Sahara in der nördlichen Provinz Tibesti des nördlichen Tschad. Mit einer Höhe von 3445 Metern ist er der höchste Berg der Sahara. Er erhebt sich 3 Kilometer über die Sandsteinebene um den Vulkan herum, hat einen Durchmesser von 60–70 Kilometern und erreicht ein Volumen von 2500 Kubikkilometern.
Zwei überlappende Calderen bilden die Spitze des Vulkans, die äußere ist etwa 15 mal 11 Kilometer breit. Innerhalb dieser Caldera, und zwar auf der Südostseite, liegt eine kleinere Caldera, bekannt als Era Kohor; diese ist 2 Kilometer breit und 350 Meter tief. In den Calderen und auf den Flanken des Schildes gibt es mehrere Aschenkegel, Lavaströme, Maare und Quellkuppen. Era Kohor enthält Ablagerungen von Trona, und Emi Koussi ist als Analogon des Marsvulkans Elysium Mons erforscht worden. Emi Koussi war vor über einer Million Jahren aktiv, aber einige Ausbrüche könnten rezenter sein, so sind sowohl Fumarolen als auch Thermalquellen vorhanden.

## Geographie und Geomorphologie
Emi Koussi liegt im Tschad und ist Teil des Tibesti-Gebirges, dessen höchster Gipfel und damit auch der der ganzen Sahara; viele Gipfel im Tibesti sind höher als 2000 Meter. Der Vulkanismus des Tibesti ist kaum erforscht, denn die Region ist abgelegen und aus politischen Gründen ist der Zugang schwer. Nach Berichten lebten die Tubu in seiner Gipfelcaldera und in künstlichen Höhlen. In der Tedaga-Sprache bedeutet "Emi" "Berge", "Massiv".
Der Emi Koussi erreicht auf seiner südlichen Seite eine Höhe von 3445 Metern, er erhebt sich drei Kilometer über das Umland. Einige Astronauten bezeichnen Emi Koussi als die von der Umlaufbahn auffälligste Struktur der Erde. Angeblich kann man von den nördlichen Gipfeln des Emi Koussi das gesamte Tibesti sehen.
Er ist ein Schildvulkan mit einem Durchmesser von 60–70 Kilometern und einem angenommenen Volumen von 2500 Kubikkilometern. Die Spitze des Emi Koussi wird durch zwei überlappende Calderen gebildet, die zusammen eine 15 × 11 Kilometer breite elliptische Caldera bilden, welche sich in Nordwest-Südost-Richtung erstreckt. Die nördliche Caldera bildete sich zuerst, dann kam die südliche Caldera, welche um 50 Meter unter der nördlichen Caldera eingetieft ist. 400–300 Meter hohe Felswände bilden den inneren Rand der südlichen Caldera, deren Boden auf einer Höhe von 2970 Metern liegt. Vor der Bildung der Calderen könnte der Vulkan eine Höhe von 4000 Metern erreicht haben. Ein Talabfluss schneidet sich durch den Rand der Caldera, die Porte de Modiounga.
Innerhalb dieser paarigen Caldera liegt die Era Kohor-Caldera, die 300 Meter tief und 2 Kilometer weit ist und wie ein riesiges Loch aussieht. Diese Caldera ist auch als Natronloch oder Trou au Natron bekannt. Lavaströme aus Trachyt sind in seinen Wänden aufgeschlossen, und Natriumcarbonat hat sich auf dessen Grund niedergeschlagen, welcher auf 2670 Metern Höhe liegt und einen Salzsee enthält. Der Grund von Era Kohor ist deshalb rein weiß. Drei Maare und einige Schlackenkegel kommen innerhalb des Calderenkomplexes ebenfalls vor, begleitet von Lavaströmen und Quellkuppen. Auswurf einer explosiven Eruption füllt die Calderen.
Der Kohor-Bims und zwei Ignimbrite bedecken die Flanken des Emi Koussi, die zum Gipfel hin steiler werden. Schlackenkegel auf den Hängen werden von Lavaströmen begleitet. Im oberen Bereich des Vulkans ist die Lava durch Spalten zerfurcht, die als „Lappiaz“ bekannt sind. Im Terrain rund um den Vulkan ist Sandstein aufgeschlossen. Nördlich des Emi Koussi liegen weitere Vulkane wie Tarso Ahon und Tarso Emi Chi, ersterer ist durch einen schmalen Bergrücken mit Emi Koussi verbunden.

## Geologie
Tektonische Ereignisse fanden in dem Tibesti-Gebirge bereits zwischen dem Karbon und der Kreide statt, das heißt zwischen 358,9 ±0,4 und 66 Millionen Jahren. In der Frühphase des Tibesti-Vulkanismus bildete Alkalibasalt weite Plateaus. Später bildeten sich Zentralvulkane auf diesen Plateaus. Der Vulkanismus im Tibesti wurde mit einem Mantle plume erklärt wie in anderen afrikanischen Vulkanen auch, aber kürzlich wurde vorgeschlagen, dass die Auswirkungen der Kollision zwischen Europa und Afrika für den Tibesti-Vulkanismus verantwortlich sein könnten.
Die ältesten Gesteine unterhalb des Tibesti sind präkambrische Diorite, Glimmerschiefer und Granite, die wahrscheinlich aus dem Neoproterozoikum stammen und in zwei Einheiten eingeteilt werden. Die vulkanischen Gesteine ruhen auf einem gehobenen Sockel aus kretazischem und paläozoischem Sandstein. Letztere sind am südwestlichen Fuß des Emi Koussi aufgeschlossen, während nördlich des Vulkans Vulkangestein dominiert und das Tibestimassiv im Osten und Südosten des Emi Koussi. Ältere Vulkangesteine erscheinen in Tälern.
Der Emi Koussi hat Phonolith, Trachyandesit und Trachyt gefördert, aber auch mafische Gesteine wie Basanit und Tephrit. Die geförderten Gesteine definieren basische Vulkanitfamilien. Die Chemie der Einsprenglinge und deren Zusammensetzung variiert zwischen den verschiedenen Gesteinen; unter den Mineralen sind Alkalifeldspat, Amphibol, Biotit, Klinopyroxen, Olivin, Oxide und Plagioklas. Alkalifeldspat, Apatit, Klinopyroxen, Olivin, Magnetit, Glimmer, Nephelin, Oxide, Plagioklas, Quarz, Sodalith, Titanit und Zirkon bilden auch die Grundmasse von Mikrolithen in geförderten Gesteinen. An der Bildung des Magmas war vor allem Fraktionierte Kristallisation beteiligt. Steine von Emi Koussi wurden durch regionale Gesellschaften des Neolithikum als Rohmaterial verwendet.
Im frühen Holozän wurde der Era Kohor von einem kreisrunden, tiefen See gefüllt. Diatomeenablagerungen wurden 125 Meter über dem Grund des Era Kohor gefunden sowie in Senken ohne Ausfluss anderswo in der Caldera, sie erreichen Dicken von 4–5 Meter. Weiter unten am Berg erscheinen ab 2800 Meter Höhe Erosionsrinnen und werden bergab ab 2000 bis 2500 Metern Höhe tiefe Schluchten. Das Wadi Elleboe hat auf dem Emi Koussi seinen Ursprung, und einige episodische Bäche auf der Westflanke führen in den Enneri Miski, der südwärts abfließt und südlich der Berge verschwindet. Kleine Seen finden sich rund um Emi Koussi.

## Chronologie der Aktivität
Der Emi Koussi brach zwischen 2,4 und 1,3 Millionen Jahren aus; er gilt als pliozänen- bis quartären Alters. Der Vulkan bildete sich vorab im Miozän in einem Zeitrahmen von ungefähr einer Million Jahren. Radiometrische Datierung hat Alter von 2,42 ± 0,03 – 2,33 ± 0,09 Millionen Jahren für das älteste Stadium des Emi Koussi ergeben. Das dritte Stadium hat Alter von 1,4 ± 0,3 – 1,32 ± 0,2 Millionen Jahren ergeben; zuvor wurde der Era Kohor als holozäner Vulkan aufgefasst.
Im ersten Stadium brachen Trachyt und Trachyandesit in der Form von Ignimbriten und basaltischen Lapilli aus dem Emi Koussi aus. Darauf folgten im zweiten Stadium trachytische, graue oder grüne Ignimbrite, Quellkuppen aus Trachyt oder Phonolith sowie zusätzlich Lavaströme aus Basalt. Die Ignimbrite des zweiten Stadiums finden sich in der nördlichen Caldera und auf der Südflanke des Vulkans. Im dritten Stadium wurde vorab Phonolith gefördert, in der Form von Brekzien, Tuffen und Ignimbrit einschließlich des Kohor-Ignimbrits. Die verschiedenen Ignimbrite enthalten Fiammen und sehen oft wie Lavaströme aus. Während jeden Stadiums fand die Bildung einer Caldera statt, und alle drei Stadien waren von basaltischem Vulkanismus begleitet. Phreatische Explosionen des Era Kohor haben in der Gipfelcaldera große Gesteinsbrocken hinterlassen, darunter auch prächtig gefärbte Syenit-Blöcke.
Quartärer Vulkanismus hat auf den Hängen des Emi Koussi Kegel gebildet, und innerhalb der Gipfelcaldera stellen die drei Maare den jüngsten Vulkanismus dar, während lange Lavaströme als die gesamthaft jüngsten vulkanischen Produkte des Emi Koussi aufgefasst werden. Die jüngsten Vulkangebilde sind wenig erodiert. Im frühen Pleistozän kam es auf den Flanken des Emi Koussi zu Erosion, und im Era Kohor haben sich bis in jüngster Zeit Karbonate abgelagert.
Auf dem südlichen Fuß des Vulkans gibt es fumarolische Erscheinungen wie bei Yi Yerra in 850 Meter Höhe auf der Südseite. Bei Yi Yerra strömt 37 °C warmes Wasser aus Thermalquellen. Der Emi Koussi gilt als Vulkan holozänen Alters. In seiner Caldera sind Diatomeen-Ablagerungen aus dem Holozän von Lavaströmen überflossen worden; die Radiokarbonmethode hat Alter von 14.790 ± 400 bis 12.400 ± 400 Jahre für die Diatomeen-Ablagerungen ermittelt, welche von Lavaströmen begraben oder beeinflusst wurden.

## Klima und Vegetation
Im Tibesti-Gebirge herrscht ein Bergwüstenklima. Nahe dem Emi Koussi gibt es keine Wetterstationen und Stationen in niedrigeren Höhenlagen unterschätzen höchstwahrscheinlich den Niederschlag in größerer Höhe, aber vom Bewölkungsgrad ist ein Jahresniederschlag von 80–120 Millimeter pro Jahr für den Emi Koussi abgeleitet worden; in der Vergangenheit war er noch höher als heute. Das Klima ist sowohl vom Norden als auch vom Süden her beeinflusst und unterscheidet sich von dem der Wüsten um Emi Koussi. Es gibt keinen Hinweis für Nivation auf dem Emi Koussi und die Anwesenheit von periglazialen Landformen sind fragwürdig, aber im Pleistozän fanden periglaziale Aktivitäten wahrscheinlich statt; sie könnten bis heute andauern. Selbst im Pleistozän war an keiner Stelle des Berges die Temperatur ganzjährig unter dem Gefrierpunkt.
Mehrere Arten von Diatomeen sind in den Sedimenten des Era Kohor-Sees identifiziert worden, einschließlich Cocconeis placentula, Cyclotella cyclopuncta, Cyclotella ocellata, Cymbella cistula, Cymbella leptoceros, Cymbella muelleri, Epithemia adnata, Fragilaria construens, Fragilaria pinnata, Gomphonema affine, Gomphonema parvulum, Navicula oblonga und Rhopalodia gibba. Im Vergleich zu anderen Seen der Sahara ist die Diatomeen-Fauna ungewöhnlich, wahrscheinlich ist das der höheren Lage des Emi-Koussi-Sees geschuldet. Um den See wuchsen Rohrkolben und Tausendblatt.
Im Allgemeinen kommt Vegetation im Tibesti in fünf verschiedenen Höhengürteln vor. Auf dem Emi Koussi kommt Erica arborea in bis zu 2900 Metern Höhe vor, war in der Vergangenheit wahrscheinlich aber noch weiter verbreitet. In der Gipfelregion herrscht Bergvegetation vor, einschließlich Artemisia-Meerträubel-Steppen, welche einen Großteil des Bodens der Caldera bedecken und wahrscheinlich als Weide verwendet wurden. Auf den Lavaströmen in großer Höhenlage liegen besondere Umweltbedingungen vor, welche die Entwicklung einer besonderen Vegetation ermöglichen. Diese Vegetation schließt Dichrocephala, Eragrostis, Erodium, Helichrysum sowie Bärlappe, Farne und Moose ein. Oldenlandia und Selaginella-Arten wachsen bei Fumarolen.
Die Hainsimse Luzula tibestica ist auf dem Emi Koussi endemisch. Der Farn Asplenium quezelii wurde auf dem Emi Koussi entdeckt, und zuerst wurde angenommen, er sei dort endemisch, bevor sich herausstellte, dass er mit Asplenium daghestanicum, einer zuvor als in Dagestan, also über 3800 Kilometer vom Emi Koussi weit entfernt, beschränkt aufgefassten Art identisch ist.

## Galerie

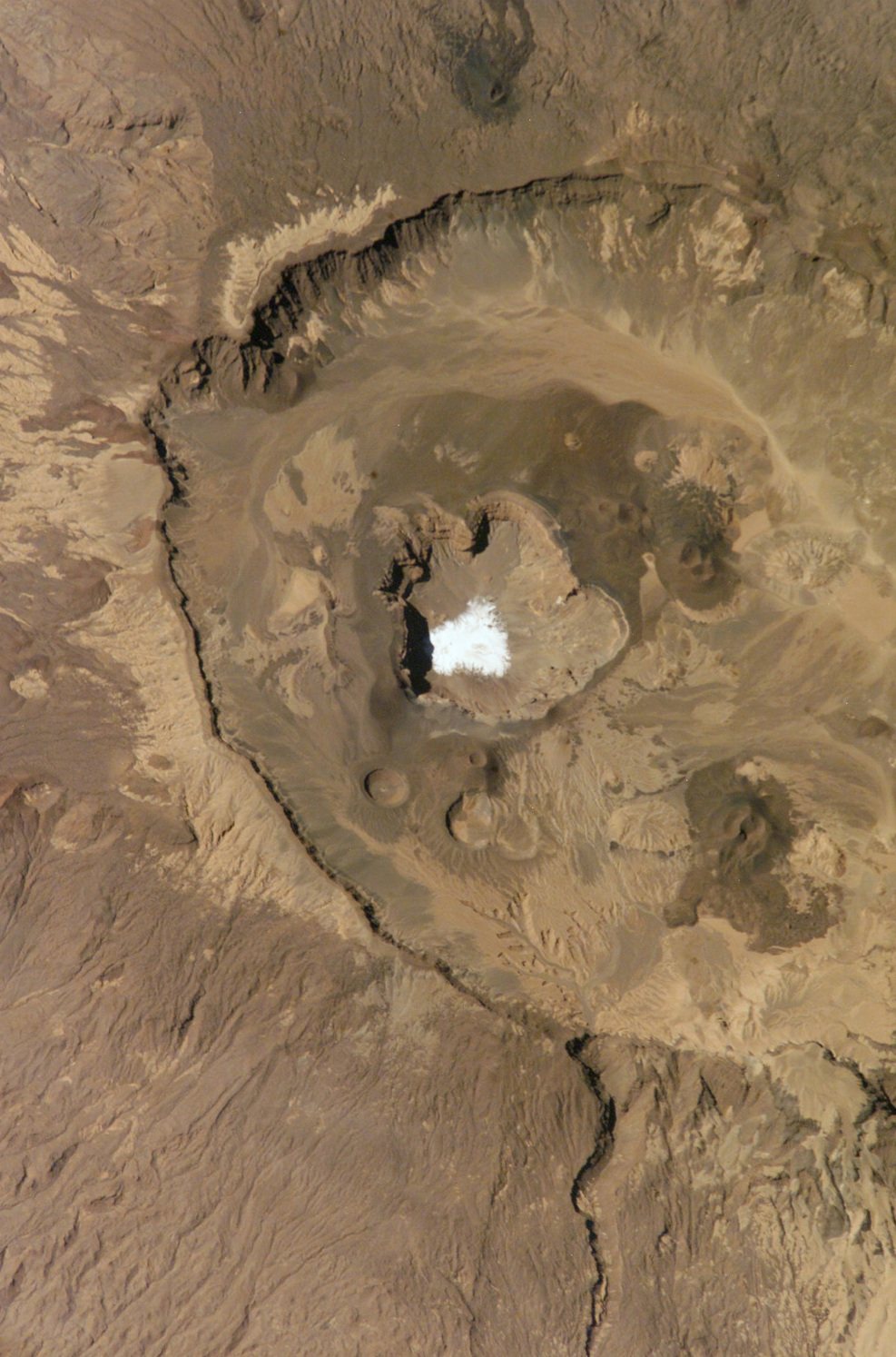
Die Calderen von Emi Koussi
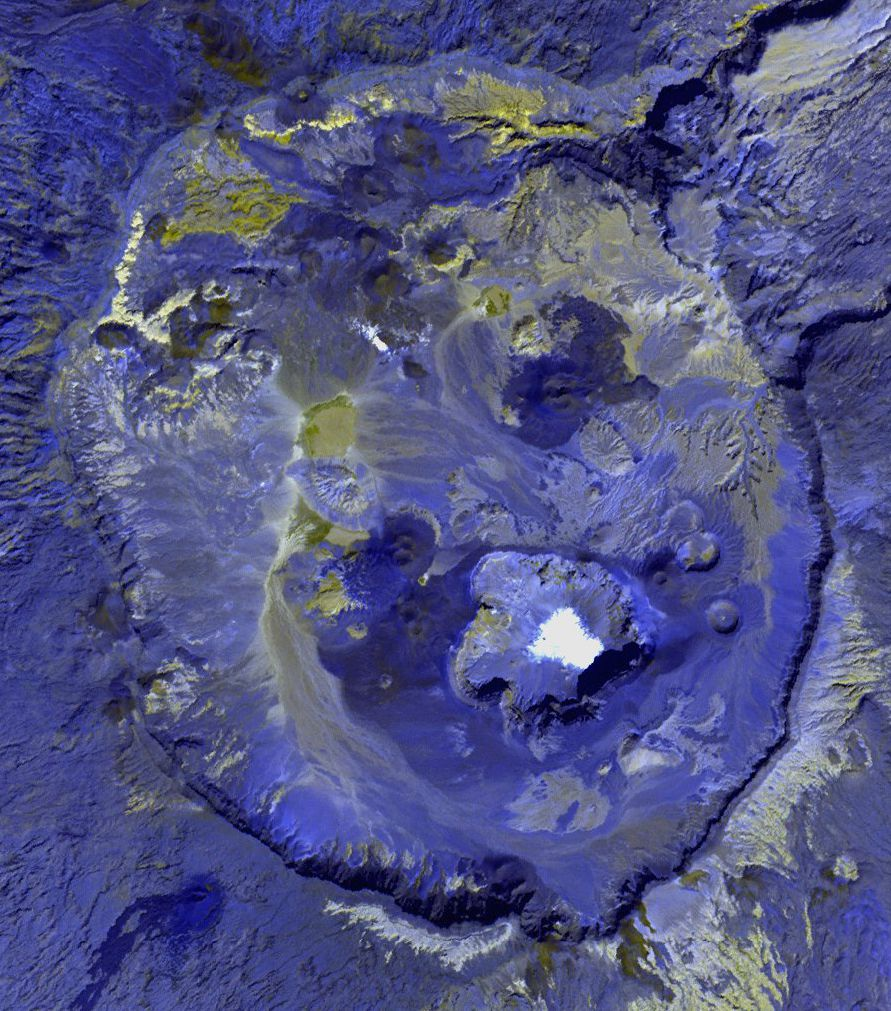
Emi Koussi-Caldera, ASTER
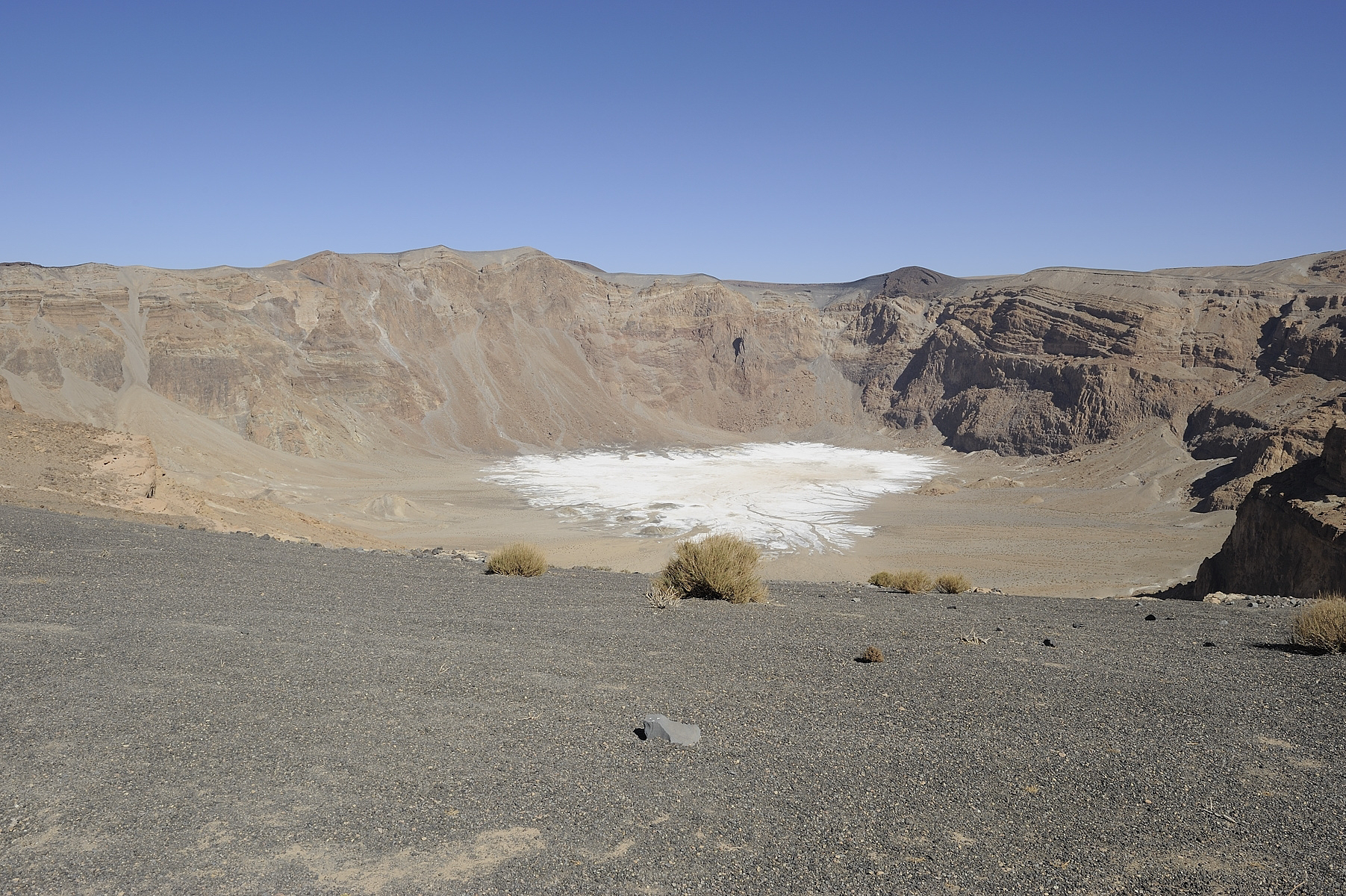
Emi Koussi, innerer Krater
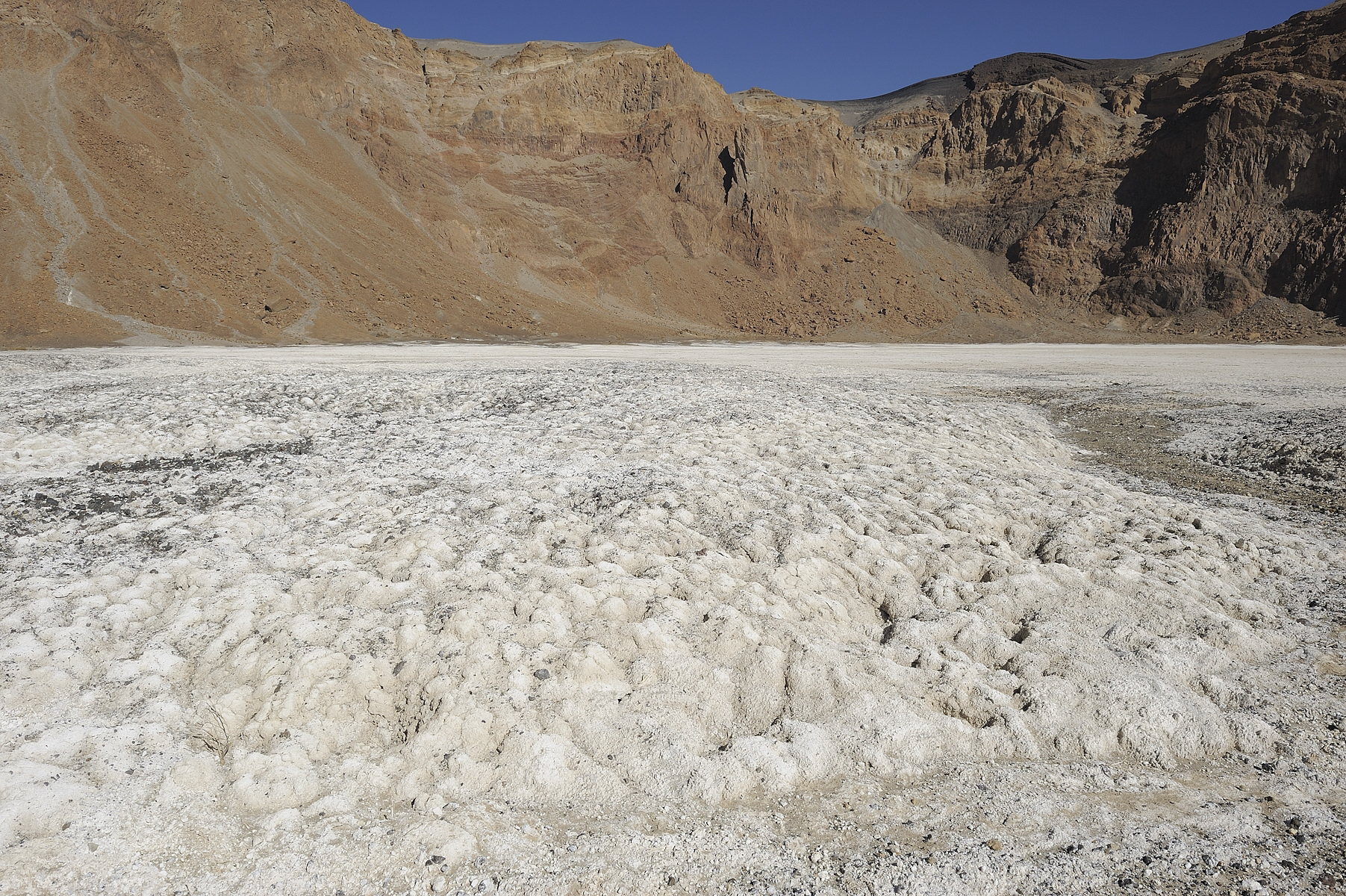
Natron in der inneren Caldera des Emi Koussi

## Belege
1. ↑  Hellmich 1972, S. 10
2. 1 2  Emi Koussi im Global Volcanism Program der Smithsonian Institution (englisch)
3. ↑  Gourgaud und Vincent, 2004. S. 261
4. ↑  Malin 1977. S. 908
5. ↑  Pachur und Altmann 2006. S. 88
6. ↑  Malin 1977. S. 908
7. ↑  Permenter und Oppenheimer 2007. S. 609
8. ↑  R. F. Peel: The Tibu Peoples and the Libyan Desert. In: The Geographical Journal. 100. Jahrgang, Nr. 2, 1942, S. 75, doi:10.2307/1789494 (englisch).
9. ↑  Pachur und Altmann 2006. S. 103
10. ↑  Pachur und Altmann 2006. S. 88
11. ↑  Gourgaud und Vincent, 2004. S. 264
12. ↑  Gourgaud und Vincent, 2004. S. 264
13. ↑  Tilho 1920. S. 172
14. ↑  Gourgaud und Vincent, 2004. S. 264
15. ↑  Hellmich 1972. S. 21
16. ↑  Gourgaud und Vincent, 2004. S. 263
17. ↑  Gourgaud und Vincent, 2004. S. 264
18. ↑  Gourgaud und Vincent, 2004. S. 263
19. ↑  Gourgaud und Vincent, 2004. S. 267
20. 1 2  M. Zimmermann: Chronique Géographique. In: Annales de Géographie. 28. Jahrgang, Nr. 155, 1919, S. 398 (französisch).
21. ↑  Hellmich 1972. S. 172
22. ↑  Gourgaud und Vincent, 2004. S. 263
23. ↑  Gourgaud und Vincent, 2004. S. 267
24. ↑  Tilho 1920. S. 172
25. ↑  Gèze et al. 1959. S. 137
26. ↑  Gourgaud und Vincent, 2004. S. 267
27. ↑  Malin 1977. S. 909
28. ↑  Pachur und Altmann 2006. S. 103
29. ↑  Hellmich 1972. S. 172
30. ↑  Gourgaud und Vincent, 2004. S. 267
31. ↑  Gèze et al. 1959. S. 139
32. ↑  Gourgaud und Vincent, 2004. S. 263
33. ↑  Permenter und Oppenheimer 2007. S. 621
34. ↑  Gourgaud und Vincent, 2004. S. 263
35. ↑  Poli 1974. S. 225
36. ↑  Gourgaud und Vincent, 2004. S. 263
37. ↑  Permenter und Oppenheimer 2007. S. 616
38. ↑  Gèze et al. 1959. S. 137
39. ↑  Malin 1977. S. 908
40. ↑  International Chronostratigraphic Chart. International Commission on Stratigraphy, August 2018, abgerufen am 4. Dezember 2018 (englisch).
41. ↑  Gourgaud und Vincent, 2004. S. 264
42. ↑  Gourgaud und Vincent, 2004. S. 288
43. ↑  Deniel et al. 2015. S. 3
44. ↑  Permenter und Oppenheimer 2007. S. 616
45. ↑  Deniel et al. 2015. S. 3
46. ↑  Malin 1977. S. 908
47. ↑  Gourgaud und Vincent, 2004. S. 264
48. ↑  Permenter und Oppenheimer 2007. S. 616
49. ↑  Gèze et al. 1959. S. 138
50. ↑  Gourgaud und Vincent, 2004. S. 264
51. ↑  Gourgaud und Vincent, 2004, S. 268–269
52. ↑  Gourgaud und Vincent, 2004. S. 288
53. ↑  Andrew Smith: Encyclopedia of Prehistory. Springer, Boston, MA, 2001, ISBN 978-1-4684-7128-1, Saharo-Sudanese Neolithic, S. 245, doi:10.1007/978-1-4615-1193-9_19 (englisch, springer.com).
54. ↑  Pachur und Altmann 2006. S. 159
55. ↑  Pachur und Altmann 2006. S. 119
56. 1 2  Philipp Hoelzmann: Crater palaeolakes in the Tibesti mountains (Central Sahara, North Chad) – New insights into past Saharan climates. In: ResearchGate. EGU2016, 1. Januar 2016 (englisch).
57. ↑  Hellmich 1972. S. 56
58. ↑  Pachur und Altmann 2006. S. 119
59. ↑  Hellmich 1972. S. 21
60. ↑  Tilho 1920. S. 171
61. ↑  Dumont 1987. S. 135
62. ↑  Dumont 1987. S. 141
63. ↑  Gourgaud und Vincent, 2004. S. 266
64. ↑  Gourgaud und Vincent, 2004. S. 268
65. ↑  Hellmich 1972. S. 21
66. ↑  Bruneau de Miré und Quézel 1959. S. 135
67. ↑  Deniel et al. 2015. S. 17
68. ↑  Gourgaud und Vincent, 2004. S. 264
69. ↑  Deniel et al. 2015. S. 18
70. ↑  Malin 1977. S. 909
71. ↑  Gourgaud und Vincent, 2004. S. 264
72. ↑  Gourgaud und Vincent, 2004. S. 267
73. ↑  Gourgaud und Vincent, 2004. S. 264
74. ↑  Deniel et al. 2015. S. 8
75. ↑  Gourgaud und Vincent, 2004. S. 267
76. ↑  Gourgaud und Vincent, 2004. S. 264
77. ↑  Gourgaud und Vincent, 2004. S. 267
78. ↑  Hellmich 1972. S. 22
79. ↑  Gourgaud und Vincent, 2004. S. 263
80. ↑  Gourgaud und Vincent, 2004. S. 267
81. ↑  C. Oppenheimer: Surveillance and Mapping of Volcanoes and their Emissions by Satellite Remote Sensing. In: Geography. 82. Jahrgang, Nr. 4, 1997, S. 326 (englisch).
82. ↑  Hellmich 1972. S. 22
83. ↑  Malin 1977. S. 908
84. ↑  Permenter und Oppenheimer 2007. S. 619
85. ↑  Gèze et al. 1959. S. 165
86. ↑  Malin 1977. S. 908
87. ↑  Gèze et al. 1959. S. 139
88. ↑  Dumont 1987. S. 134
89. ↑  Permenter und Oppenheimer 2007. S. 619
90. ↑  Pachur und Altmann 2006. S. 103
91. 1 2 3  Hochgebirgsforschung: Tibesti - Zentrale Sahara, Arbeiten aus der Hochgebirgsregion. In: Zeitschrift für Gletscherkunde und Glazialgeologie. 8. Jahrgang. Universitätsverlag Wagner, 1972 (englisch, google.com).
92. ↑  Dumont 1987. S. 135
93. ↑  Messerli 1973. S. 146
94. ↑  Messerli und Winiger 1992. S. 327
95. ↑  Messerli 1973. S. 141
96. ↑  Dumont 1987. S. 134
97. ↑  Messerli und Winiger 1992. S. 317
98. ↑  Pachur und Altmann 2006. S. 137
99. ↑  Pachur und Altmann 2006. S. 120
100. ↑  Lézine et al. 2011. S. 1353
101. ↑  Messerli 1973. S. 142
102. ↑  Lézine et al. 2011. S. 1354
103. 1 2  A. Romo, A. Boratyński: La sección Atlanticae del género Luzula (Juncaceae). In: Collectanea Botanica. 30. Jahrgang, 30. Dezember 2011, ISSN 1989-1067, S. 55, doi:10.3989/collectbot.2011.v30.005 (englisch, csic.es).
104. ↑  Poli 1974. S. 226
105. ↑  Hellmich 1972. S. 22
106. ↑  Hellmich 1972. S. 172
107. ↑  Poli 1974. S. 225
108. ↑  Bruneau de Miré und Quézel 1959. S. 136
109. ↑  Poli 1974. S. 226
110. ↑  R. Schnell: Réflexion sur les flores africaines. In: Bulletin de la Société Botanique de France. Actualités Botaniques. 136. Jahrgang, Nr. 3–4, 10. Juli 2014, S. 116, doi:10.1080/01811789.1989.10826963 (französisch).
111. ↑  Viane 1987. S. 143
112. ↑  Viane 1987. S. 147